# Abdominoplastyka

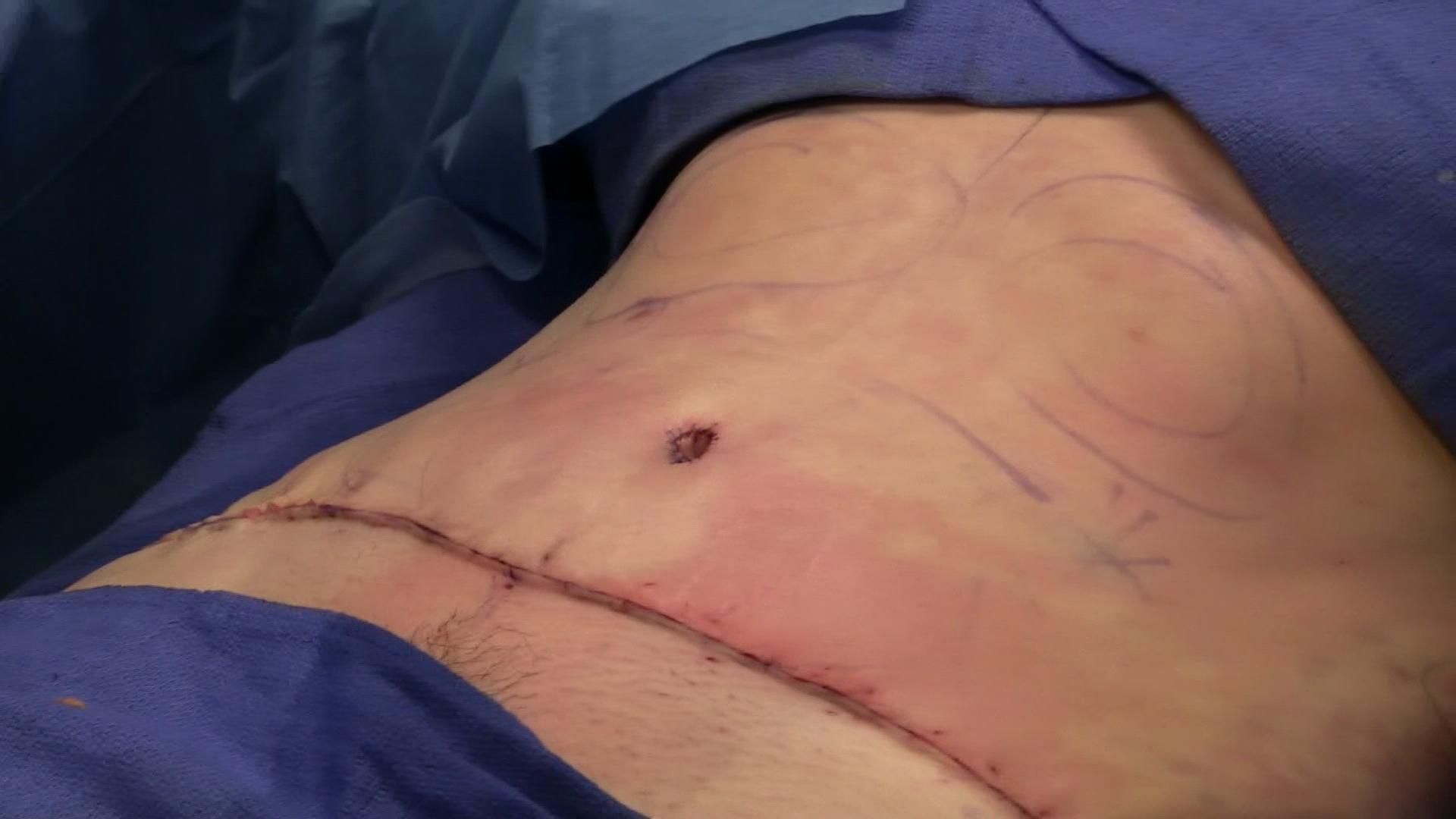
Abdominoplastyka

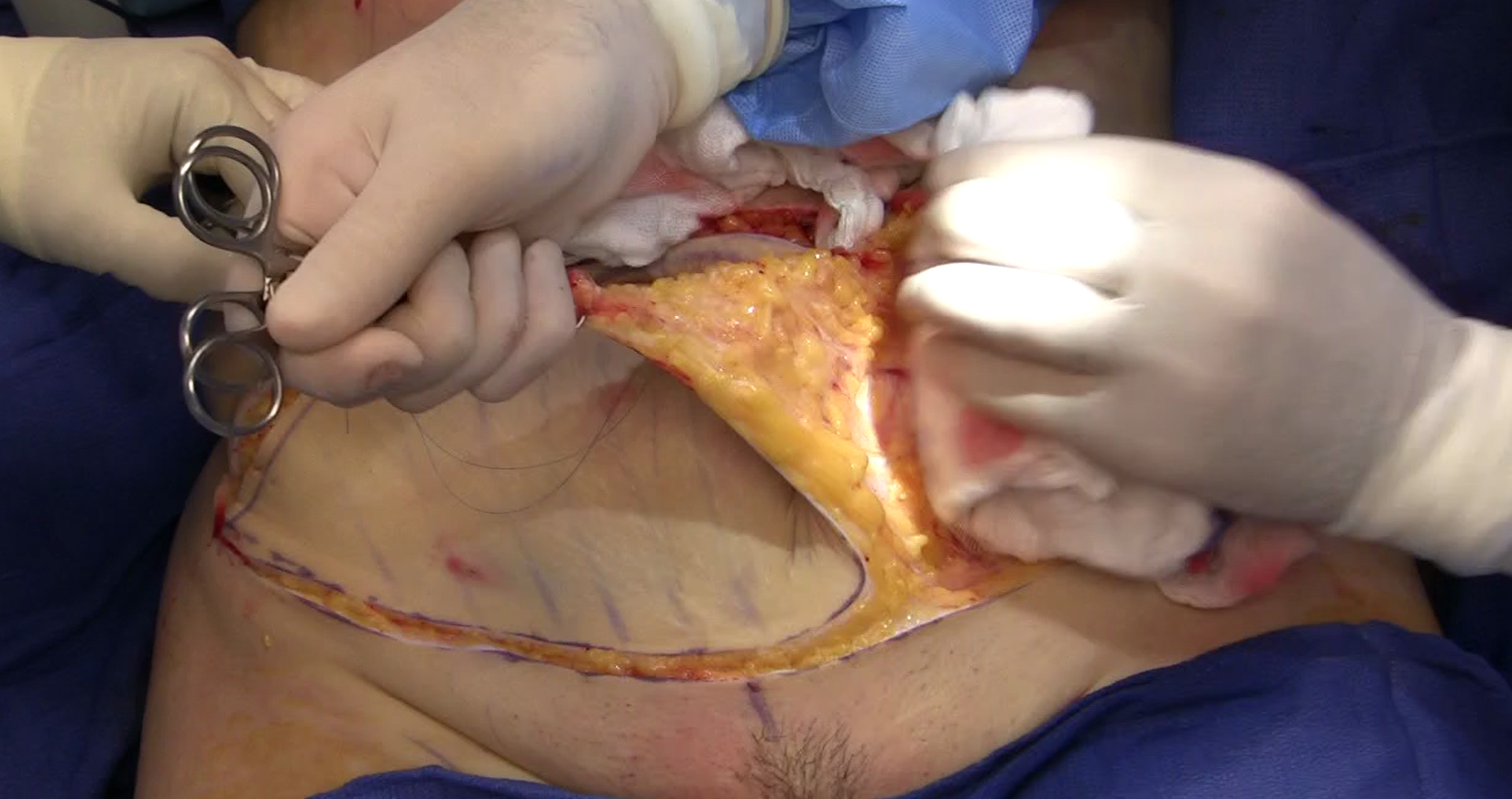
Abdominoplastyka – odseparowywanie skóry wraz z tkanką tłuszczową

Abdominoplastyka (ang. abdominoplasty), nazywana również plastyką brzucha – rozległy zabieg mający na celu likwidację wystającego fałdu brzusznego poprzez napięcie mięśni poprzecznych brzucha przy jednoczesnym pozbyciu się nadmiaru skóry i tkanki tłuszczowej. W wyniku przeprowadzenia zabiegu znacznej poprawie ulega wygląd brzucha, minusem operacji jest poprzecznie przebiegająca sporych rozmiarów blizna.

## Kandydat
Abdominoplastyka wykonywana jest ze względów estetycznych. Wiotka, luźna skóra w okolicy brzucha, która w wyniku nagromadzonej tkanki tłuszczowej rozciągnęła się i straciła swoją elastyczność nie wygląda najlepiej. Najczęściej na obwisły brzuch skarżą się kobiety po przebytej ciąży lub osoby, które w krótkim czasie znacznie przybrały i straciły na wadze. Zmiany poporodowe są jednym ze wskazań do przeprowadzenia tego zabiegu, podobnie jak znaczna utrata masy ciała w krótkim czasie.
Należy zaznaczyć, że abdominoplastyka nie jest sposobem na odchudzanie, ma za zadanie jedynie poprawić wygląd obwisłego brzucha, który powstał w wyniku znacznej redukcji tkanki tłuszczowej w tej okolicy. Zabieg nie jest przeznaczony dla osób ze znaczną otyłością.
Najlepszymi kandydatami do zabiegu są osoby posiadające nadmiar tkanki tłuszczowej zgromadzonej w obrębie obwisłej skóry brzucha, która nie daje się zredukować przy pomocy diet lub ćwiczeń. Dobrymi, kandydatkami są kobiety po przebytej ciąży, które nie planują już powiększać swojej rodziny o kolejne potomstwo. Po porodzie często dochodzi co rozejścia mięśni brzucha i jedyną metodą na przywrócenie im właściwego stanu jest zabieg chirurgiczny. Wraz z wiekiem ludzka skóra traci swoją elastyczność w wyniku czego skóra w okolicy brzucha zwisa i wygląda mało estetycznie.
Kandydat do zabiegu powinien mieć stabilną wagę ciała, w miarę normalną sylwetkę, bez otyłości. Ponadto powinien, być dobrej kondycji fizycznej najlepiej niepalący, gdyż palenie tytoniu zwiększa ryzyko wystąpienia powikłań oraz utrudnia gojenie się ran. Przy pomocy zabiegu abdominoplastyki, można również zredukować rozstępy, które znajdują się na skórze przeznaczonej do usunięcia.

## Bezpieczeństwo zabiegu
Tysiące pacjentów rocznie poddaje się plastyce brzucha, jeśli zabieg wykonywany jest przez chirurga doświadczonego w dziedzinie modelowania sylwetki, wówczas wyniki operacji są w pełni zadowalające. Jednak nawet mimo odpowiedniej wiedzy i praktyki, operacja ta obarczona jest ryzykiem wystąpienia powikłań związanych z charakterem zabiegu abdominoplastyki.
Powikłania typu: infekcje, zakrzepica żył, zakrzepy, martwica tkanek czy powikłania kardiologiczno-płucne mimo rzadkiego występowania powinny być brane pod uwagę. Powikłania te można leczyć, stosując drenaż i antybiotykoterapię zwalcza się zakażenie, a poprzez podanie przed operacją zapobiegawczo leków rozrzedzających krew minimalizuje się ryzyko wystąpienia zakrzepów.
Do pozostałych powikłań można zaliczyć: słabe gojenie się ran, zaburzenia czucia, nadmierne krwawienie, długotrwały obrzęk, przebarwienia skóry, asymetria, trudno gojące się blizny, ryzyko wystąpienia powikłań, czy reakcja uczuleniowa na znieczulenie oraz wszystkie inne powikłania omawiane są szczegółowo podczas konsultacji z lekarzem. Przestrzeganie zaleceń przed i pooperacyjnych w dużym, stopniu zmniejsza prawdopodobieństwo ich wystąpienia.

## Konsultacja
Przed zabiegiem czeka przyszłego pacjenta szereg czynności przygotowawczych. Pierwszą z nich jest konsultacja z chirurgiem, który będzie kwalifikować do zabiegu. Lekarz w trakcie rozmowy oceni stan zdrowia kandydata, określi elastyczność skóry oraz jak duży nadmiar tkanki tłuszczowej należy usunąć, omówi szczegóły zabiegu, w tym sposób znieczulenia itp. Rozmowa powinna być szczera, powinno się informować lekarza o paleniu papierosów lub zażywaniu leków, które mogą zwiększyć prawdopodobieństwo wystąpienia powikłań. Tak samo jeśli są wątpliwości to należy przedyskutować je z lekarzem.
Poza określeniem parametrów operacji i istnienia przeciwwskazań do zabiegu, lekarz omówi oczekiwania co do rezultatów zabiegu, ważne aby były one realne i możliwe do zrealizowania. Zadaniem chirurga jest pomóc pacjentowi w podjęciu właściwej decyzji zapewniającej najlepszy i najbezpieczniejszy możliwy rezultat leczenia. Alternatywą dla zabiegu abdominoplastyki jest tzw. mini-abdominoplastyka czyli połączenie liposukcji, ujędrnienia mięśni oraz usunięcia fałdu skórno-tłuszczowego poniżej pępka. Jest to zabieg mniej inwazyjny, w niektórych przypadkach taka procedura wystarczy do osiągnięcia pożądanego efektu.

## Przygotowania do zabiegu
Od chirurga podczas konsultacji szczegółowo dowiedzieć się, można jak właściwie przygotować się do zabiegu. Co i kiedy wolno jeść i pić, na ile dni przed zabiegiem należy odstawić palenie papierosów, jakich lekarstw należy się wystrzegać przed operacją.
Palenie tytoniu należy odstawić na co najmniej dwa tygodnie przez zabiegiem, im wcześniej tym lepiej. Bezpośrednio po zabiegu również niewskazane jest palenie, ponieważ nikotyna ma negatywny wpływ na procesy gojenia. Niewskazane jest nadmierne opalanie skóry przed zabiegiem, podobnie po zabiegu przez pierwsze tygodnie powinno się unikać nadmiernej ekspozycji na słońce, ponieważ sprzyja to powstawaniu przebarwień skóry. Wszelkiego typu infekcje wymuszają przesunięcie terminu operacji do całkowitego wyzdrowienia. Należy zawczasu pomyśleć o zapewnieniu sobie transportu do domu po zabiegu oraz pomocy bliskiej osoby przez najbliższe dni.

## Przebieg zabiegu

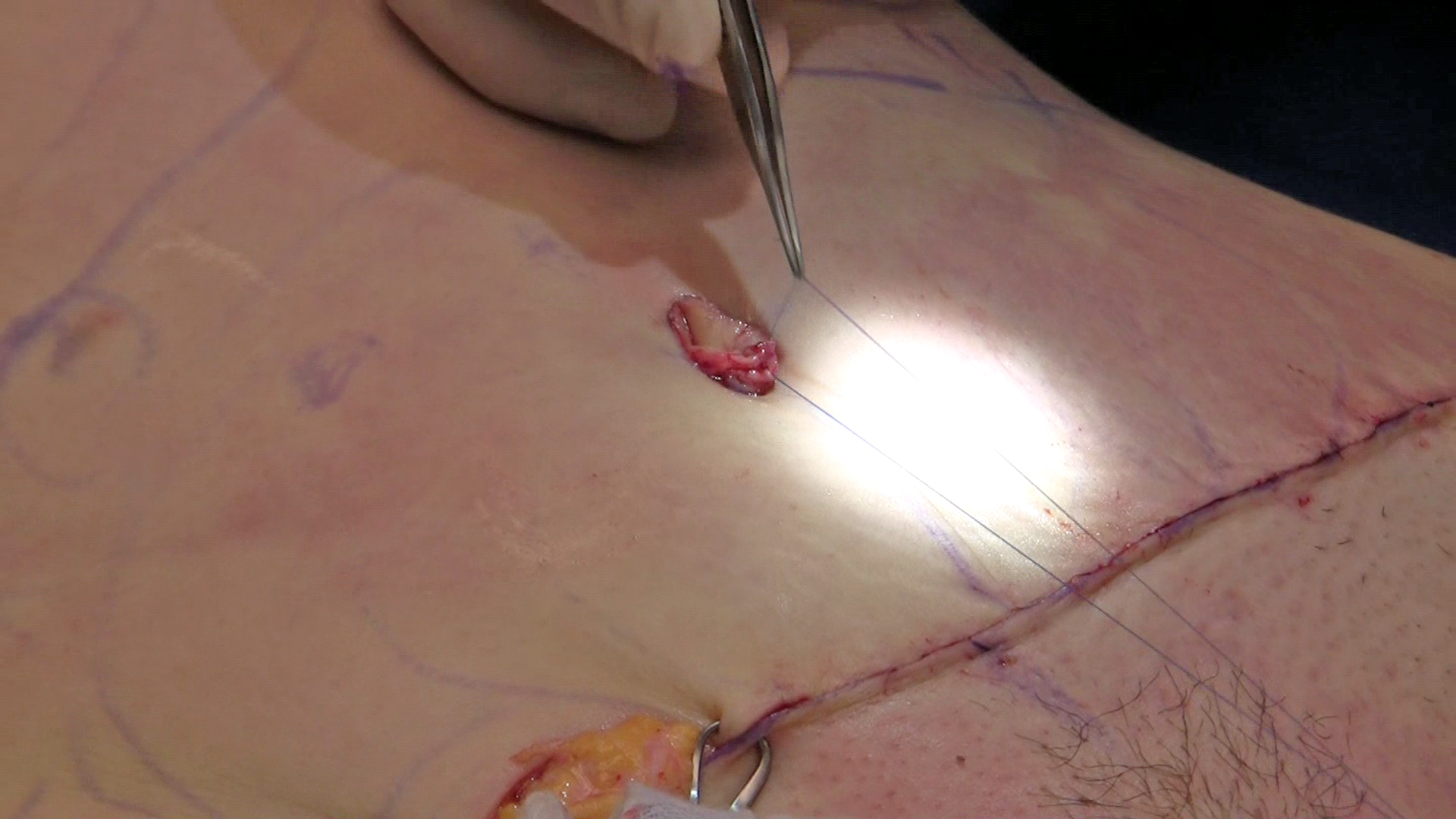
Abdominoplastyka – rekonstrukcja pępka

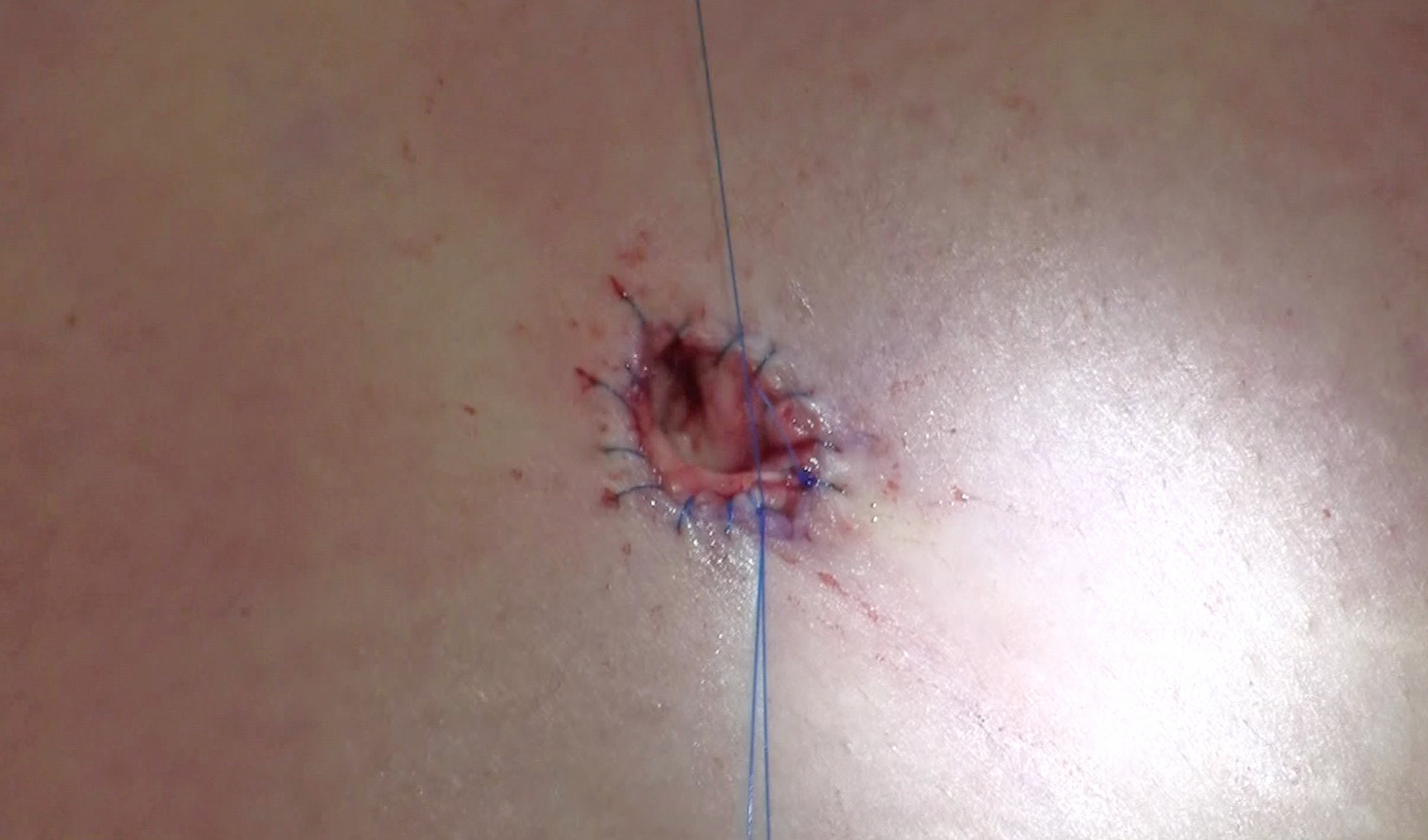
Abdominoplastyka – wszyty pępek

W trakcie konsultacji poprzedzających operację, omawiany jest rodzaj znieczulenia. W przypadku całkowitej abdominoplastyki stosuje się znieczulenie ogólne, czyli pełne uśpienie pod kontrolą anestezjologa. Znieczulenie ogólne pomaga rozluźnić ściany brzucha, co ułatwia ujędrnianie mięśni. Znieczulenie miejscowe praktykowane jest przy mini-abdominioplastyce. Czas operacji przy całkowitej plastyce brzucha wynosi od trzech do czterech godzin, w przypadku mini-abdominoplastyki jest on o połowę krótszy.
Operacja zaczyna się od wykonania długiego cięcia skórnego przebiegającego poprzecznie od biodra do biodra oraz nad pępkiem, który następnie okrągłym cięciem oddzielany jest od reszty skóry. W przypadku mini-abdominoplastyki nie wykonuje się nacięcia wokół pępka, pępek zostaje na swoim miejscu, a nacięcie zamykane jest tuż powyżej linii włosów łonowych, dzięki czemu blizna umiejscowiona jest bardzo nisko.
Po przeprowadzeniu odpowiednich nacięć, chirurg odseparowuje skórę wraz z tkanką tłuszczową od powięzi mięśniowej, aż do poziomu łuków żebrowych. W ten sposób wypracowywany jest dostęp do mięśni brzucha, które przez wielokrotne zszycie zostają wzmocnione. Mocniejsze mięśnie przedniej ściany brzucha pozwalają uzyskać efekt wyszczuplonej talii. Po wzmocnieniu mięśni brzucha płat tłuszczowo-skórny ściągany jest ku dołowi, co pozwala ocenić jak duży fragment skóry poniżej pępka należy usunąć. W zależności od rozmiaru resekcji blizna może znajdować się tuż nad linią włosów łonowych jak w przypadku ograniczonej plastyki brzucha lub nieco wyżej. W każdy przypadku blizna jest łatwa do ukrycia pod bielizną. W skórze powyżej blizny wycinany jest niewielki otwór, w który wszywany jest pępek, blizna po wszyciu pępka jest mała i praktycznie niewidoczna. W operowanej części umieszczane są dreny, w celu odprowadzenia płynów i krwi na zewnątrz, utrzymywane są one przez pierwsze kilka dni.

## Rekonwalescencja
Bezpośrednio po zabiegu mogą wystąpić dolegliwości bólowe powłoki brzusznej, mdłości i zawroty głowy. Objawy bólowe są łagodzone przy zastosowaniu doustnych środków przeciwbólowych, wszystkie opisane objawy ustępują w przeciągu kilku godzin. Brzuch może być nieco obrzęknięty, przez kilka pierwszych dni zaleca się pozostanie w łóżku, nawet jeśli pacjent tego samego dnia został wypisany do domu. Spożywanie alkoholu, palenie tytoniu oraz zbyt wczesne dźwiganie przedmiotów może negatywnie wpłynąć na procesy gojenia.
Jeśli po powrocie do domu w ciągu kilku pierwszych dni wystąpią: krwawienie, mocny obrzęk, silny ból, gorączkę, nawrotowe zawroty głowy lub nudności, bóle w klatce piersiowej lub duszności i przyspieszone bicie serca, należy niezwłocznie skontaktować się z lekarzem.
Przez pierwsze kilka tygodni zalecane jest noszenie specjalnego uciskowego pasa brzusznego. Po siedmiu dniach wymagana jest kontrola, w trakcie której ściągane są szwy w okolicy pępka, przy szwie poprzecznym zazwyczaj stosuje się szwy wchłaniane, więc nie wymagają usunięcia. Pełny okres rekonwalescencji trwa nawet do pół roku. Umiarkowane ćwiczenia fizyczne skracają znacząco ten okres. Istotne jest, by starać się powoli chodzić, co zmniejsza ryzyko wystąpienia zakrzepów krwi w nogach.